# اتحاد آزاد اروپا
اتحاد آزاد اروپا ( EFA ) یک حزب سیاسی در اروپا است که از احزاب سیاسی مختلفی با نگرش های منطقه‌گرایی ، جدایی‌طلبی و مدافع منافع اقلیت های اروپا تشکیل شده است. احزاب عضو از استقلال و حاکمیت کامل سیاسی یا نوعی واگذاری یا خودمختاری برای سرزمین یا منطقه خود دفاع می کنند. این حزب به طور کلی عضویت خود را به احزاب چپ میانه و چپ محدود کرده است. بنابراین، تنها بخشی از احزاب منطقه‌گرای اروپایی عضو اتحاد آزاد اروپا هستند. از سال ۱۹۹۹،حزب اتحاد آزاد (EFA) و حزب سبز اروپا (EGP) با یکدیگر در گروه سبزها-اتحاد آزاد اروپا (سبزها/EFA) در پارلمان اروپا ادغام شدند، اگرچه برخی از اعضای این حزب هر از گاهی به گروه‌های دیگر پیوسته‌اند، برای مثال ائتلاف فلامان جدید که در گروه محافظه‌کاران و اصلاح‌طلبان اروپایی حضور دارد.
اتحاد آزاد اروپا در شورای اروپا توسط بارت دی وور از ائتلاف فلامان جدید که از سال ۲۰۲۵ به عنوان نخست‌وزیر بلژیک خدمت می کند، نمایندگی می شد. دو منطقه اتحادیه اروپا توسط سیاستمداران حزب اتحاد آزاد رهبری می شوند: فلاندر با ماتیاس دیپندال از ائتلاف فلامان جدید ، کرس با ژیل سیمئونی از بیایید کُرس را بسازیم و همین طور خارج از اتحادیه اروپا، در اسکاتلند با جان سوینی از حزب ملی اسکاتلند رهبری می شود.